# Millville (New York)
Millville ist ein Weiler in der Town of Shelby im Orleans County, New York in den Vereinigten Staaten.

## Geographie
Millville liegt weitgehend an der New York State Route 31A, die in West-Ost-Richtung durch das Dorf führt, im Tal des Fish Creek, der hier zwei Zuflüsse empfängt.

## Geschichte
Der Ort wurde Mitte der 1810er Jahre erstmals besiedelt und wuchs, weil hier drei Wasserläufe zur Verfügung standen, deren Wasser man zum Betrieb von Mühlen nutzen konnte. In der Anfangszeit, in der das Gebiet noch nicht gerodet war, bevor Menge und Regelmäßigkeit des Wassers noch nicht reduziert waren, gab es hier drei Sägemühlen, eine Getreidemühle und eine Drehmaschine. In den 1870er Jahren waren eine Schule, drei Kirchen, ein Lebensmittelgeschäft, eine Haushaltswarenhandlung, eine Gerberei, eine Gießerei, ein Wagenbauer, eine Lehranstalt, ein Postamt und etwa 30 Häuser vorhanden. 2007 wurde der sich südlich außerhalb des Dorfes befindliche Millville Cemetery in das National Register of Historic Places aufgenommen.